# Ahmose Pen-Nekhebit
Ahmose Pen-Nekhebit ("el de la deessa Nekhebit") va ser un soldat egipci de principis de la dinastia XVIII, que es va distingir en les guerres lliurades pels primers governants del Nou Regne i que, en la seva vellesa, es va convertir en un alt funcionari i tutor de fills reials.

## Biografia
El seu nom, així com la ubicació de la seva tomba, dona fe que va néixer a la ciutat de Nekheb (actual El Kab), quan Egipte es trobava encara parcialment sota el domini dels hicsos. És contemporani de l'honorat almirall Ahmose, fill d'Ibana, també originari de Nekheb.
|                   |          |     |          |     |
| \| \| \| \| \| \| |          |     |          |     |
|                   |          |     |          |     |
| N12 · F31 · S29   | Q3 · N35 | M22 | W24 · X1 | D58 |

| N12 · F31 · S29 | Q3 · N35 | M22 | W24 · X1 | D58 |

|                   |          |     |          |     |
| \| \| \| \| \| \| |          |     |          |     |
|                   |          |     |          |     |
| N12 · F31 · S29   | Q3 · N35 | M22 | W24 · X1 | D58 |

| N12 · F31 · S29 | Q3 · N35 | M22 | W24 · X1 | D58 |

|                   |          |     |          |     |
| \| \| \| \| \| \| |          |     |          |     |
|                   |          |     |          |     |
| N12 · F31 · S29   | Q3 · N35 | M22 | W24 · X1 | D58 |

| N12 · F31 · S29 | Q3 · N35 | M22 | W24 · X1 | D58 |

|                   |          |     |          |     |
| \| \| \| \| \| \| |          |     |          |     |
|                   |          |     |          |     |
| N12 · F31 · S29   | Q3 · N35 | M22 | W24 · X1 | D58 |

| N12 · F31 · S29 | Q3 · N35 | M22 | W24 · X1 | D58 |

Tal com s'indica a la seva autobiografia gravada a la seva tomba, va participar en les campanyes militars d'Amosis I (que van culminar amb l'expulsió definitiva dels hicsos), d'Amenofis I (sota el regnat del qual va rebre “l'or del valor" per la seva acció a la terra de Cuix), de Tuthmosis I (durant la seva campanya contra Mittani, per la qual encara va rebre nombrosos honors), i potser de Tuthmosis II (en una possible campanya a l'Àsia de la qual no hi ha cap altre certificació).
Quan va envellir, Tuthmosis I el va nomenar tutor de la seva filla Hatxepsut i, al final de la seva vida, encara tenia l'honor de ser el “pare adoptiu” de la seva filla, Neferure. Va morir sota el regnat de Tuthmosis III, després d'haver servit durant els governs successius de cinc reis, tots esmentats a la seva biografia. Portava els títols de governador, herald, tresorer principal i portador del segell reial.
A la seva tomba s'hi menciona al seu germà Khaemuaset i a la seva dona Ipu, que pot ser la mateixa persona que la mainadera reial homònima, mare de Satiah, Gran Esposa Reial amb rei Tutkmosis III.